# Зверев, Алексей Иванович
Алексей Иванович Зверев — советский хозяйственный, государственный и политический деятель, Герой Социалистического Труда.

## Биография
Родился в 1937 году. Член КПСС.
С 1955 года — на хозяйственной, общественной и политической работе. В 1955—1997 гг. — строитель, военнослужащий Советской Армии, инженер-гидростроитель, бригадир комплексной бригады управления «Химстрой» управления строительства «Саратовгэсстрой» Министерства энергетики и электрификации СССР в городе Балаково Саратовской области.
Указом Президиума Верховного Совета СССР от 5 декабря 1988 года присвоено звание Героя Социалистического Труда с вручением ордена Ленина и золотой медали «Серп и Молот».
Умер в Балакове в 1996 году.